# Bahamas i olympiska sommarspelen 2008
Bahamas i olympiska sommarspelen 2008 bestod av 19 idrottare som blivit uttagna av Bahamas olympiska kommitté.

## Boxning
- Huvudartikel: Boxning vid olympiska sommarspelen 2008

| Tävlande        | Viktklass  | Sextondelsfinal      | Åttondelsfinal         | Kvartsfinal          | Semifinal            | Final                |
| Tävlande        | Viktklass  | Motståndare Resultat | Motståndare Resultat   | Motståndare Resultat | Motståndare Resultat | Motståndare Resultat |
| --------------- | ---------- | -------------------- | ---------------------- | -------------------- | -------------------- | -------------------- |
| Tureano Johnson | Weltervikt | Moses (GRN) W 18-3   | Strets'kyy (UKR) W 9-4 | Silamu (CHN) L4-14   | Gick inte vidare     | Gick inte vidare     |

## Friidrott
- Huvudartikel: Friidrott vid olympiska sommarspelen 2008

Förkortningar
- Noteringar – Placeringarna avser endast löparens eget heat
- Q = Kvalificerad till nästa omgång
- q = Kvalificerade sig till nästa omgång som den snabbaste idrottaren eller, i fältgrenarna, via placering utan att uppnå kvalgränsen.
- NR = Nationellt rekord
- N/A = Omgången ingick inte i grenen
- Bye = Idrottaren behövde inte delta i denna omgång

Herrar
Bana och landsväg
| Idrottare                                                                                   | Gren       | Heat     | Heat      | Kvartsfinal      | Kvartsfinal      | Semifinal        | Semifinal        | Final            | Final            |
| Idrottare                                                                                   | Gren       | Resultat | Placering | Resultat         | Placering        | Resultat         | Placering        | Resultat         | Placering        |
| ------------------------------------------------------------------------------------------- | ---------- | -------- | --------- | ---------------- | ---------------- | ---------------- | ---------------- | ---------------- | ---------------- |
| Derrick Atkins                                                                              | 100 m      | 10,28    | 1 Q       | 10,14            | 3 Q              | 10,13            | 6                | Gick inte vidare | Gick inte vidare |
| Andretti Bain                                                                               | 400 m      | 45,96    | 3 Q       | i.u.             | i.u.             | 45,52            | 7                | Gick inte vidare | Gick inte vidare |
| Christopher Brown                                                                           | 400 m      | 44,79    | 1 Q       | i.u.             | i.u.             | 45,59            | 2 Q              | 44,84            | 4                |
| Michael Mathieu                                                                             | 400 m      | 45,17    | 3 Q       | i.u.             | i.u.             | 45,56            | 6                | Gick inte vidare | Gick inte vidare |
| Jamial Rolle                                                                                | 200 m      | 20,93    | 5         | Gick inte vidare | Gick inte vidare | Gick inte vidare | Gick inte vidare | Gick inte vidare | Gick inte vidare |
| Shamar Sands                                                                                | 110 m häck | 13,45    | 3 Q       | 13,55            | 6                | Gick inte vidare | Gick inte vidare | Gick inte vidare | Gick inte vidare |
| Andretti Bain Michael Mathieu Andrae Williams Christopher Brown Avard Moncur* Ramon Miller* | 4 x 400 m  | 2:59,88  | 2 Q       | i.u.             | i.u.             | i.u.             | i.u.             | 2:58,03          | 2                |

Fältgrenar
| Idrottare     | Gren     | Kval    | Kval      | Final            | Final            |
| Idrottare     | Gren     | Distans | Placering | Distans          | Placering        |
| ------------- | -------- | ------- | --------- | ---------------- | ---------------- |
| Leevan Sands  | Tresteg  | 17,25   | 5 Q       | 17,59 NR         | 3                |
| Donald Thomas | Höjdhopp | 2,20    | 21        | Gick inte vidare | Gick inte vidare |

Damer
Bana & landsväg
| Idrottare                | Gren  | Heat     | Heat      | Kvartsfinal      | Kvartsfinal      | Semifinal        | Semifinal        | Final            | Final            |
| Idrottare                | Gren  | Resultat | Placering | Resultat         | Placering        | Resultat         | Placering        | Resultat         | Placering        |
| ------------------------ | ----- | -------- | --------- | ---------------- | ---------------- | ---------------- | ---------------- | ---------------- | ---------------- |
| Christine Amertil        | 400 m | 51,25    | 2 Q       | i.u.             | i.u.             | 51,51            | 4                | Gick inte vidare | Gick inte vidare |
| Timicka Clarke           | 100 m | 12,16    | 6         | Gick inte vidare | Gick inte vidare | Gick inte vidare | Gick inte vidare | Gick inte vidare | Gick inte vidare |
| Debbie Ferguson-McKenzie | 100 m | 11,17    | 2 Q       | 11,21            | 1 Q              | 11,22            | 4 Q              | 11,19            | 7                |
| Debbie Ferguson-McKenzie | 200 m | 23,22    | 2 Q       | 22,77            | 3 Q              | 22,51            | 4 Q              | 22,61            | 7                |
| Sheniqua Ferguson        | 200 m | 23,33    | 4 Q       | 23,61            | 8                | Gick inte vidare | Gick inte vidare | Gick inte vidare | Gick inte vidare |
| Chandra Sturrup          | 100 m | 11,30    | 1 Q       | 11,16            | 3 Q              | 11,22            | 5                | Gick inte vidare | Gick inte vidare |

Fältgrenar
| Idrottare      | Gren          | Kval  | Kval      | Final            | Final            |
| Idrottare      | Gren          | Längd | Placering | Längd            | Placering        |
| -------------- | ------------- | ----- | --------- | ---------------- | ---------------- |
| Jackie Edwards | Längdhopp     | NM    | —         | Gick inte vidare | Gick inte vidare |
| Laverne Eve    | Spjutkastning | 57,36 | 20        | Gick inte vidare | Gick inte vidare |

## Simning
- Huvudartikel: Simning vid olympiska sommarspelen 2008

## Tennis
| Spelare                     | Gren       | Omgång 1                           | Omgång 2          | Åttondelsfinaler  | Kvartsfinaler     | Semifinaler       | Final / BM        | Final / BM |
| Spelare                     | Gren       | Motståndare Poäng                  | Motståndare Poäng | Motståndare Poäng | Motståndare Poäng | Motståndare Poäng | Motståndare Poäng | Placering  |
| --------------------------- | ---------- | ---------------------------------- | ----------------- | ----------------- | ----------------- | ----------------- | ----------------- | ---------- |
| Mark Knowles Devin Mullings | Herrdubbel | B Bryan / M Bryan (USA) L 6–2, 6–1 | Gick inte vidare  | Gick inte vidare  | Gick inte vidare  | Gick inte vidare  | Gick inte vidare  |            |